# Lijst van voetbalinterlands China - Schotland (vrouwen)
Deze lijst van voetbalinterlands is een overzicht van alle officiële voetbalinterlands tussen de nationale vrouwenteams van China en Schotland. De landen hebben tot nu toe twee keer tegen elkaar gespeeld.

## Wedstrijden
| № | Plaats     | Datum         | Competitie        | Wedstrijd         | Uitslag |
| - | ---------- | ------------- | ----------------- | ----------------- | ------- |
| 1 | Milngavie  | 8 maart 2003  | Vriendschappelijk | Schotland − China | 0 − 3   |
| 2 | Livingston | 10 maart 2003 | Vriendschappelijk | Schotland − China | 0 − 1   |

## Samenvatting
| Competitie        | Totaal gespeeld | Winst China | Gelijk | Winst Schotland | Doelsaldo China – Schotland |
| ----------------- | --------------- | ----------- | ------ | --------------- | --------------------------- |
| Vriendschappelijk | 2               | 2           | 0      | 0               | 4 − 0                       |
| Totaal            | 2               | 2           | 0      | 0               | 4 − 0                       |

CFA · A-internationals · Chinees mannenelftal
1986 – 1989 · 1991 – 1999 · 2000 – 2009 · 2010 – 2019 · 2020 – 2029
Argentinië ·
Australië ·
Brazilië ·
Canada ·
Chili ·
Colombia ·
Costa Rica ·
Denemarken ·
Duitsland ·
Engeland ·
Filipijnen ·
Finland ·
Frankrijk ·
Ghana ·
Guam ·
Guatemala ·
Haïti ·
Hongarije ·
Hongkong ·
Ierland ·
IJsland ·
India ·
Indonesië ·
Iran ·
Italië ·
Ivoorkust ·
Japan ·
Joegoslavië ·
Jordanië ·
Kameroen ·
Kazachstan ·
Kroatië ·
Maleisië ·
Mexico ·
Mongolië ·
Myanmar ·
Nederland ·
Nieuw-Zeeland ·
Nigeria ·
Noord-Korea ·
Noorwegen ·
Oekraïne ·
Oezbekistan ·
Portugal ·
Roemenië ·
Rusland ·
Schotland ·
Sovjet-Unie ·
Spanje ·
Tadzjikistan ·
Taiwan ·
Thailand ·
Tsjechië ·
Verenigde Staten ·
Vietnam ·
Wales ·
Zambia ·
Zimbabwe ·
Zuid-Afrika ·
Zuid-Korea ·
Zweden ·
Zwitserland